# Distrikt Nuuk
Nuuk ist seit 2009 ein grönländischer Distrikt in Westgrönland. Er ist deckungsgleich mit der von 1950 bis 2008 bestehenden Gemeinde Nuuk.

## Lage
Der Distrikt Nuuk liegt im zentralen Westgrönland. Im Norden grenzt der Distrikt Maniitsoq an, im Süden der Distrikt Paamiut.

## Geschichte
Die Gemeinde Nuuk entstand 1950 durch die Dekolonialisierung des Kolonialdistrikts Godthaab. Bei der Verwaltungsreform 2009 wurde die Gemeinde Nuuk in die Kommuneqarfik Sermersooq eingegliedert.

## Orte
Neben der Stadt Nuuk befinden sich folgende Dörfer und Schäfersiedlungen (kursiv) im Distrikt Nuuk:
- Kapisillit
- Neriunaq
- Qeqertarsuatsiaat

Daneben befanden sich die folgenden mittlerweile verlassenen Siedlungen und Schäfersiedlungen (kursiv) in der damaligen Gemeinde bzw. im heutigen Distrikt:
- Akunnaat
- Itinnera
- Kangeq
- Kangerluarsoruseq
- Kangerluarsussuaq
- Kangillermiut
- Narsaq
- Qooqqut
- Qoornoq
- Saarloq
- Utoqqarmiut
- Uummannaq

## Wappen
Das Wappen zeigt das Hauptgebäude des Ilinniarfissuaq, dahinter den Sermitsiaq, ein Paddel und Wellen. Das Gebäude und der Berg sind Wahrzeichen der Stadt. Das Paddel steht für die Jagd und die Wellen für den Nuup Kangerlua. Das Wappen wurde 1973 angenommen.

## Bevölkerungsentwicklung
Die Einwohnerzahl des Distrikts stark ansteigend und hat sich in den letzten fünf Jahrzehnten mehr als verdoppelt.